# María Luisa Isella
María Luisa Isella Solari o Luisa Isabel Isella de Motteau (Buenos Aires, 21 de octubre de 1886-San Isidro, 15 de enero de 1942) fue una pintora y escultora ítalo-argentina. Isella realizó una larga carrera artística entre Argentina, Italia, Francia y Chile, destacando por su trabajo en la representación del cuerpo femenino. 
Tuvo una prolongada carrera como académica, siendo en su momento la única mujer nombrada profesora en la Academia Nacional de Bellas Artes de Argentina. 

## Vida

María Luisa Isella en su taller, 1900.

Nació en Buenos Aires dentro de una familia de origen italiano. Junto a su familia se radicó por algunos años en Italia, recibiendo sus primeras enseñanzas en Monza, destacando el pintor Paolo Sala entre sus primeros maestros.
Su padre, el italiano Carlos Isella, es contratado para la industria minera en Chile, trasladándose con su familia a Copiapó. En Chile, Luisa Isella ingresó a la Academia de Bellas Artes, donde estuvo bajo la tutela de los escultores Simón González y Virginio Arias, y  Juan Francisco González en pintura. 
En Chile, fue una de las primeras mujeres fotografiadas en su taller e identificada como retratista en 1900 por la revista Instantáneas de Luz y Sombra, en la que participó el destacado escritor Augusto d’Halmar. Al año siguiente, se desempeñó como colaboradora de crónicas literarias en la misma revista.
Iniciándose como pintora y escultora, la primera aparición de Isella se realizó en el Salón de 1898 del Museo Nacional de Bellas Artes de Chile, participando al año siguiente con 4 pinturas. Dado que en esa época no estaba permitida la recepción de premios por parte de mujeres, Isella debió ser representada por un familiar masculino cuando recibió una mención honrosa (situación similar a la vivida por Celia Castro y las hermanas Aurora y Magdalena Mira). Si bien la Academia había permitido el acceso de las mujeres a los espacios de enseñanza del arte, la marginación social de estas dentro del entorno local aún existía.

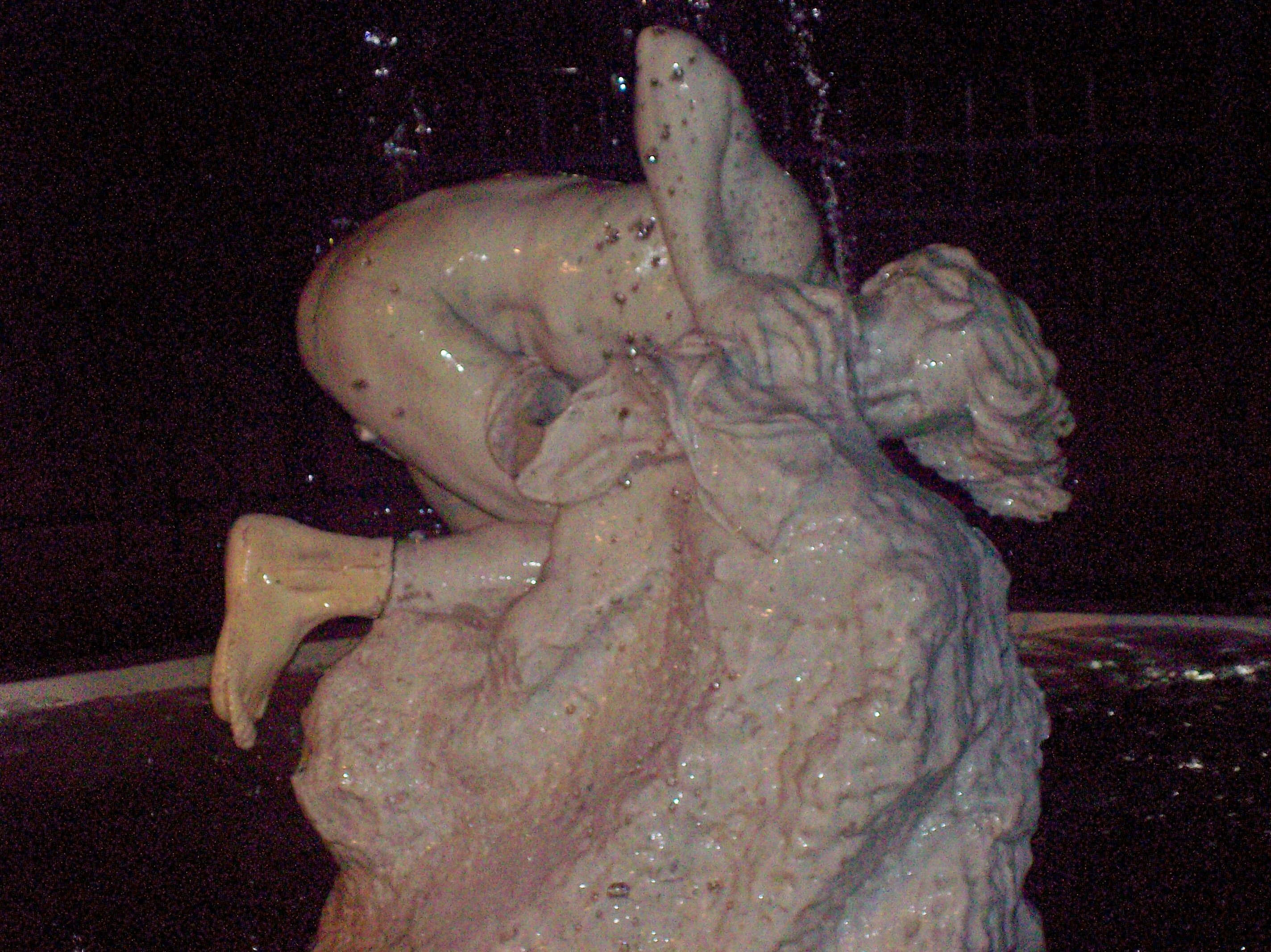
Escultura de “El sediento”, en Buenos Aires.

En 1908 viajó a Francia, becada por el gobierno argentino tras el respaldo de Carlos Pellegrini, donde es admitida en el Salón Oficial de París del mismo año y consiguiendo una mención honrosa con su obra “El niño de la fuente”, en la Sociedad de Artistas Franceses. En 1916, se radicó en Buenos Aires dedicándose a la docencia, cuya labor la llevó en 1922 a ser la única mujer nombrada profesora en la Academia Nacional de Bellas Artes de Argentina y de la Escuela de Artes Decorativas e Industrias.
Su obra “El niño de la fuente”, también conocida como a “El sediento”, fue instalada en la Plaza Rodríguez Peña a lo largo de la avenida Callao, en el centro de Buenos Aires.

## Obra

"Meditación" (1905).

Los temas en sus obras, como en "La Meditación" (1905), están marcados por un sello personal al emplazar fisonomías femeninas, bustos de mujeres y pinturas donde las féminas adoptan estados emocionales de fuerte introspección dentro de un mundo femenino íntimo. En relación con dicha producción, la historiadora del arte Gloria Cortés señala, “también existieron gestos subversivos, espacios donde la personalización objetiva de la identidad femenina pudo ser expresada, como cuando Isella se retrata en la figura de la Libertad del monumento a los caídos del 25 de mayo en Argentina”.
De este modo, la representación simbólica y la histórica marginalidad de la posición femenina se transforman en ventajas, que desde una iconografía que retoma el modelo clásico, sugiere un discurso de un “yo” no solo desde lo genérico, sino también desde la posición social, biológica y hasta psicológica de la mujer. En 1909, María Luisa Isella realizó la escultura "Antes del baño", escena que "aborda el cuerpo desde posturas y posiciones que eviten la posibilidad del escándalo, (...) cuerpos contorsionados para evitar ser observados, telas que cubren sutilmente el sexo y manos que ocultan, serán los recursos más utilizados para el cuerpo velado". La temática intimista es compartida dentro de sus congéneres, en las obras “Psiquis” (1876) de Berthe Morisot y “La Coqueta” (1916) de Elmina Moisan, obras que “aluden al despertar de la sexualidad y todas ellas representan a niñas y jóvenes frente a un espejo”.
Dentro de su generación tuvo contacto con un grupo importante de artistas que marcaron la senda de la escultura a inicios de siglo, como las escultoras Rebeca Matte, Laura Mounier, Lidia Berroeta, María Soto, Octavia Sei, Emma Díaz, Luisa Graf Marín y Teresa Valencia, conformando un corpus de mujeres productoras y creadoras que marcaron la escena artística chilena a comienzos del siglo XX.
Si bien las obras de Isella se centraron principalmente en modelos femeninos, en la fotografía de su taller publicada en 1900 por la revista "Instantáneas de Luz y Sombra", se la ve como retratista de modelos masculinos, pequeñas maquetas de modelos clásicos y otros de carácter moderno ligados a las artes decorativas, que de forma evidente no eran presentadas en los salones oficiales. Estos habrían sido encargos privados, lo que verificaría la posibilidad de sustento económico de la artista a través de su oficio.

Las obras de Isella fueron difundidas a través de algunas pequeñas notas en la revista Zig-Zag, asociándola a los logros y premios que recibió, al igual que en la revista Selecta. Estas publicaciones bidimensionales son las principales fuentes de acceso a las obras escultóricas de Isella, por lo que se ha perdido información, por ejemplo, del tamaño de las obras, su volumen y el detalle de su ejecución.

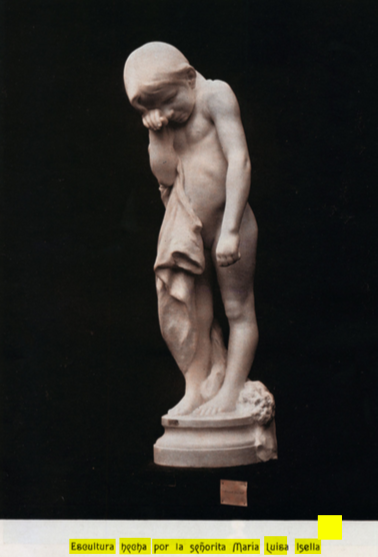
Escultura en Revista Selecta (1909).
Busto de niña, Salón Oficial de París (1907).
Busto femenino, Revista Zig-Zag (1906).
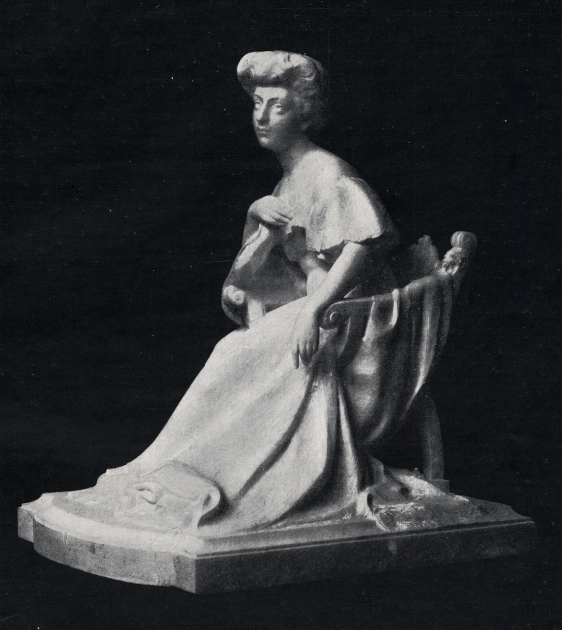
Escultura de mármol. Revista Selecta (1909).

## Premios y distinciones
- 1899: Mención Honrosa en la categoría de pintura, Salón Oficial de Santiago.
- 1905: Segundo Premio en la categoría de escultura y Tercer Medalla en la categoría de artes decorativas, Salón Oficial de Santiago.
- 1907: Segunda Medalla en el Salón en la categoría de escultura, Salón Oficial de Santiago.
- 1910: Medalla de Oro en la Exposición Internacional del Centenario, Buenos Aires, Argentina.[9]

## Exposiciones

### Colectivas
- 1898: Salón Oficial de Santiago (una pintura).
- 1899: Salón Oficial de Santiago (cuatro pinturas).
- 1900: Salón Oficial de Santiago (seis pinturas).
- 1901: Salón Oficial de Santiago (dos pinturas).
- 1905: Salón Oficial de Santiago (cuatro pinturas, tres esculturas y un jarrón).
- 1907: Salón Oficial de Santiago (una escultura).
- 1910: Salón Nacional de Buenos Aires.
- 1910: Exposición Internacional del Centenario, Buenos Aires, Argentina.

### Colecciones Públicas
- Museo Nacional de Bellas Artes de Argentina.